# Wait for U
Wait for U — песня американского рэпера Фьючера, записанная при участии канадского рэпера Дрейка и нигерийской певицы Tems. Она была отправлена на радиоротацию в качестве второго сингла с альбома Фьючера I Never Liked You 3 мая 2022 года. В «Wait for U» используется семпл из песни Tems «Higher» с ее дебютного мини-альбом «For Broken Ears». Фьючер, Дрейк и Tems написали песню совместно с продюсерами сингла FnZ и ATL Jacob, бок о бок с Оддио. Темс и Оддио считаются авторами песни «Higher», из которой был взят семпл для сингла Фьючера. «Wait for U» — это песня в стиле R&B, лирически обсуждающая токсичность случайной романтической связи. Песня дебютировала на первом месте в американском чарте синглов Billboard Hot 100, став вторым чарттопером в карьере Фьючера, десятым у Дрейка и первым у Tems в чарте.

## Мнение критиков
Майкл Ди Дженнаро из Exclaim! считает, что «Wait for U» одна из «звучных песен Фьючера с Дрейком с точки зрения записи» с «нежными моментами, которые напоминают страсть поп-звезды, которая была у Фьючера при работе с Рианной и Сиарой».

## Чарты
| Чарт (2022)                                  | Высшая позиция |
| -------------------------------------------- | -------------- |
| Австралия (ARIA)                             | 12             |
| Австрия (Ö3 Austria Top 40)                  | 65             |
| Канада (Billboard Canadian Hot 100)          | 3              |
| Франция (SNEP)                               | 135            |
| Германия (GfK)                               | 77             |
| Мир (Billboard Global 200)                   | 2              |
| Греция Greece International (IFPI)           | 21             |
| Исландия Iceland (Plötutíðindi)              | 11             |
| Ирландия (IRMA)                              | 21             |
| Литва (AGATA)                                | 28             |
| Нидерланды (Single Top 100)                  | 59             |
| Новая Зеландия (Recorded Music NZ)           | 7              |
| Нигерия (TurnTable Top 50)                   | 18             |
| Нигерия (TurnTable Top 50 Airplay)           | 11             |
| Португалия (AFP)                             | 68             |
| Словакия (Singles Digitál Top 100)           | 78             |
| ЮАР (RISA)                                   | 1              |
| Швеция Sweden Heatseeker (Sverigetopplistan) | 1              |
| Швейцария (Schweizer Hitparade)              | 34             |
| Великобритания (OCC UK Singles)              | 8              |
| Великобритания UK Afrobeats Singles (OCC)    | 8              |
| Великобритания (OCC UK Hip Hop/R&B)          | 4              |
| США (Billboard Hot 100)                      | 1              |
| США (Billboard Hot R&B/Hip-Hop Songs)        | 1              |
| США (Billboard Pop Airplay)                  | 20             |
| США (Billboard Rhythmic)                     | 1              |

## Сертификация
| Регион                                                                      | Сертификация  | Продажи   |
| --------------------------------------------------------------------------- | ------------- | --------- |
| Австралия (ARIA)                                                            | 2× Платиновый | 140 000   |
| Австрия (IFPI Austria)                                                      | Золотой       | 15 000    |
| Канада (Music Canada)                                                       | 2× Платиновый | 160 000   |
| Дания (IFPI Danmark)                                                        | Золотой       | 45 000    |
| Франция (SNEP)                                                              | Золотой       | 100 000   |
| Италия (FIMI)                                                               | Золотой       | 50 000    |
| Новая Зеландия (RMNZ)                                                       | 3× Платиновый | 90 000    |
| Польша (ZPAV)                                                               | Золотой       | 25 000    |
| Португалия (AFP)                                                            | Золотой       | 5000      |
| Испания (PROMUSICAE)                                                        | Золотой       | 30 000    |
| Великобритания (BPI)                                                        | 2× Платиновый | 1 200 000 |
| США (RIAA)                                                                  | 3× Платиновый | 3 000 000 |
| Данные о продажах + прослушиваниях приведены только на основе сертификации. |               |           |